# Genfi nyilatkozat (1918)
A genfi nyilatkozat (szerbhorvátul: Ženevska deklaracija/Женевска декларација) egy politikai egyezmény volt az egykori Ausztria-Magyarország és Szerbia területén élő délszlávok jövőbeni uniójának ideiglenes politikai rendszeréről. Szerbia nevében Nikola Pašić szerb miniszterelnök, a szerb parlamenti ellenzék képviselői, az Ausztria-Magyarországból nemrégiben kivált Szlovének, Horvátok és Szerbek Államtanácsának képviselői, valamint a Jugoszláv Bizottság képviselői fogadták el. A svájci Genfben 1918. november 6–9-én folytatott megbeszélések az 1917-es korfui nyilatkozatra épültek, és azt hivatottak felülírni, amelyben Pašić és Ante Trumbić Jugoszláv Bizottság elnöke akkor megállapodott. A tárgyalások alapját az Antant Legfelsőbb Haditanácsa nevében Elefthériosz Venizélosz görög miniszterelnök biztosította. A megbeszélésekre Jugoszlávia létrehozásának folyamatában volt szükség, hogy megmutassák az antant hatalmainak, hogy a különböző kormányok és érdekcsoportok együttműködhetnek egy életképes állam létrehozása érdekében.

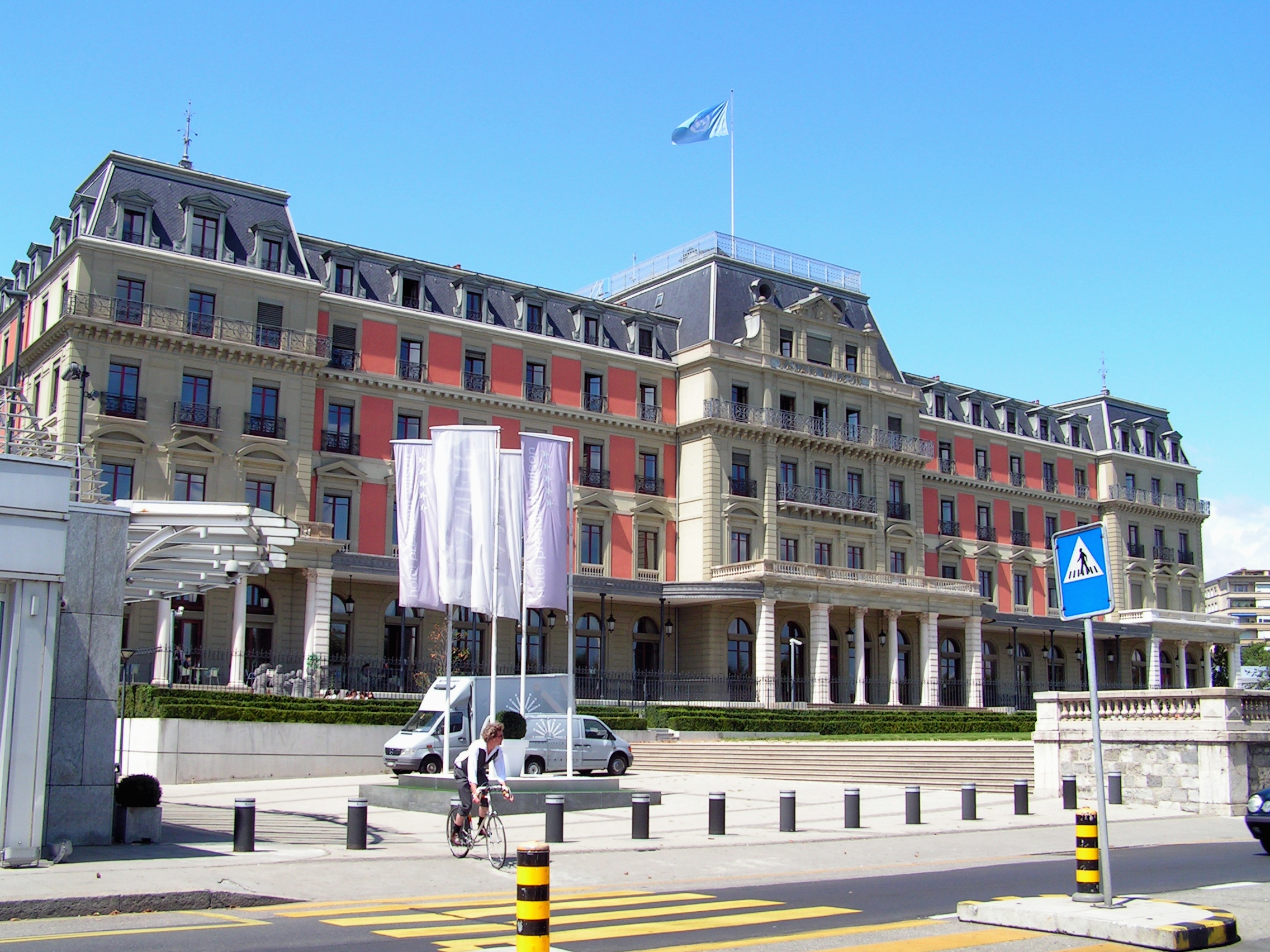
Az egykori Hôtel National (ma Palace Wilson) a nyilatkozat aláírásának helye Genfben

Trumbić és Anton Korošec a Jugoszláv Bizottság, illetve a Szlovének, Horvátok és Szerbek Nemzeti Tanácsának vezető küldöttségei általában közös platformon bonyolították le a tárgyalásokat. A szerb ellenzék, hogy aláássa Pašić hatalmát, a Jugoszláv Bizottság pártjára állt. A megállapodásban elfogadták Trumbić javaslatát a konföderációs rendszer létrehozására. Az egyezmény a külügyekkel, a védelemmel, a közös pénzügyekkel, a hírközléssel és a közlekedéssel, valamint számos más részterülettel kapcsolatban közös kormányt irányzott elő. A javaslat azt is meghatározta, hogy a Szlovének, Horvátok és Szerbek Államában a két állam szempontjából lényeges ügyek külön-külön intézésére végrehajtó hatalomként a szerb kormányt és a Nemzeti Tanácsot tartsák meg. Pašić beleegyezett abba is, hogy a Nemzeti Tanácsot legitim kormányként ismerje el, és ugyanerre kérje az antantot. Pašić csak azután fogadta el a genfi nyilatkozatot, hogy Raymond Poincaré francia elnök személyesen szólt bele a vitába mondván, hogy értsen egyet a Jugoszláv Bizottsággal.
A szerb kormány először elfogadta a nyilatkozatot, és csak napokkal később fordított álláspontján, amikor Pašić pénzügyminiszterének, Stojan Protićnak küldött üzenetében azt javasolta, hogy Sándor régensherceg használja fel jogkörét a kormány átalakítására. A kormány végül elutasította a genfi nyilatkozatot és lemondott – csak két nappal később váltotta fel a Pašić vezette koalíciós kormány, amely a korábbi ellenzéket is bevonta soraiba. A Szlovének, Horvátok és Szerbek Államának legnagyobb politikai pártja, a Horvát-Szerb Koalíció vezetője, Svetozar Pribićević ugyancsak elutasította a genfi nyilatkozatot. A zöld káderek által okozott belső zavargások, a parasztlázadások és a katonalázadások hatására, valamint az olasz hadsereg közeledtére, amely a londoni egyezmény értelmében a villa giusti fegyverszünetet követően olasz területi követeléseket próbálta érvényesíteni, a Nemzeti Tanács küldöttséget küldött, hogy a mielőbbi egyesülés érdekében sürgősen keresse fel Sándor régensherceget – ami 1918. december 1-jén a Szerb-Horvát-Szlovén Királyság megalakulásához vezetett.

## Előzmények

### A korfui nyilatkozat
Az első világháború idején Szerbia kormánya Nikola Pašić miniszterelnök vezetésével találkozott a Jugoszláv Bizottság elnevezésű ad-hoc érdekcsoporttal. A részben Szerbia által finanszírozott bizottság elnöke Ante Trumbić volt, és állítólag az Ausztria-Magyarországon élő délszlávokat volt hivatott képviselni. A konferenciát 1917-ben hívták össze a görögországi Korfu szigetén, hogy megvitassák Szerbia és a délszlávok által lakott Habsburg területek jövőbeni uniójának kormányzati rendszerét.

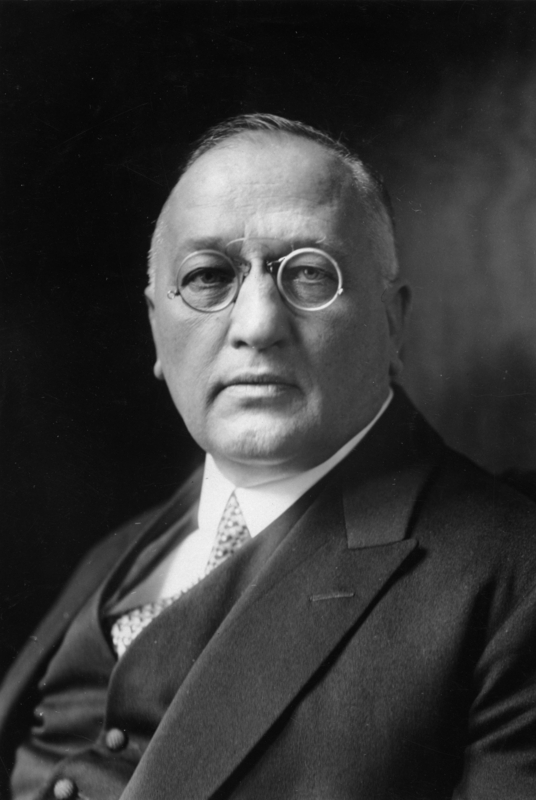
Anton Korošec a Nemzeti Tanács elnöke

A találkozó célja a délszlávok egyesítésével kapcsolatos jugoszláv eszmék tekintetésen a politikai kezdeményezés visszaszerzése és a niši nyilatkozatban megfogalmazott szerb expanziós háborús célok elérése esélyeinek megőrzése volt, ugyanis mindkettő veszélyben volt az Osztrák Birodalmi Tanács Anton Korošec vezette délszláv képviselőcsoportjának májusi nyilatkozatában javasolt trialista reform nyomán, miközben Szerbia antant szövetségesei továbbra is támogatták Ausztria-Magyarország fennmaradásának gondolatát. Pašić, akit a februári oroszországi forradalom megfosztott az orosz támogatástól, kénytelen volt tárgyalni a Jugoszláv Bizottsággal.
A Jugoszláv Bizottság tagjai azt is megtudták, hogy az antant az 1915-ös londoni szerződés értelmében, annak érdében hogy Olaszországot az antanthoz való csatlakozásra csábítsa, megígérte Olaszországnak az Osztrák–Magyar Monarchia délszlávok által lakott részeinek átadását. A bizottsági tagok többsége ezt olyan fenyegetésnek tekintette, amelyet csak Szerbia segítségével lehetett ellensúlyozni, ami arra késztette őket, hogy elfogadják Pašić korfui meghívását. Frano Supilo, a Horvát-Szlavónországban vezető politikai párt, horvát–szerb koalíció (HSK) társalapítója, a Jugoszláv Bizottság legkiemelkedőbb tagja és a délszláv szövetség szószólója azonban tiltakozásul lemondott bizottsági tagságáról. Lemondásának oka az volt, hogy figyelmen kívül hagyták a szerb szándékok előzetes meghatározása nélkül folytatott megbeszélésekre óvatosságra vonatkozó intelmeit.
A korfui konferencia csak növelte a konfliktust Pašić és Trumbić között, mivel előbbi a központosított államot, míg az utóbbi, félve a szerbek hegemóniájától, mint a javasolt állam legnépesebb etnikumától, szövetségi kormányrendszert akart.[17] Trumbić követeléseire válaszolva Pašić azt mondta, hogy ha a horvátok ragaszkodnak a föderációhoz, a szerb kormány felhagy az egyesülési tervvel, és egy Nagy-Szerbia létrehozása érdekében fog cselekedni. Végül a kormányzati rendszerről nem született megállapodás, és az elfogadott korfui nyilatkozat a jövőbeli alkotmányozó nemzetgyűlésre hagyta a döntést az ügyről.

### A Pašić-Trumbić konfliktus
A korfui konferenciát követően nyilvánvalóvá vált, hogy Pašić és Trumbić viszonya 1918-ban tovább romlott. A két Trumbić által szorgalmazott kérdésben nyíltan nem értettek egyet, egyfelől a Jugoszláv Bizottságnak az Ausztria-Magyarországon élő szerbek, horvátok és szlovének, mint szövetséges népek képviselőjeként történő elismerése, másrészt a Szerbek, Horvátok és Szlovének Önkéntes Hadtestének, mint az Ausztria-Magyarországon élő szerbek, horvátok és szlovének szövetséges haderejének elismerése kérdésében. Mivel Trumbić egyedül nem tudta elérni ezek antant általi elismerését, azt akarta, hogy Pašić segítsen rávenni az antant hatalmakat kérésének teljesítésére. Kapcsolatuk továbbra is feszült maradt, de a Pašićhoz intézett kérések figyelmen kívül hagyása ellenére a háború végéig tartották a kapcsolatot. Pašić és Trumbić október 30-án Párizsban találkozott újra. Pašić ismét elutasította Trumbićot, de ezúttal Trumbić arra kérte a Jugoszláv Bizottság többi tagját, hogy hatalmazza fel, hogy Pašićot megkerülve, közvetlenül az antant hatalmaitól kérje korábbi kérései teljesítését, melybe a bizottság másnap beleegyezett.

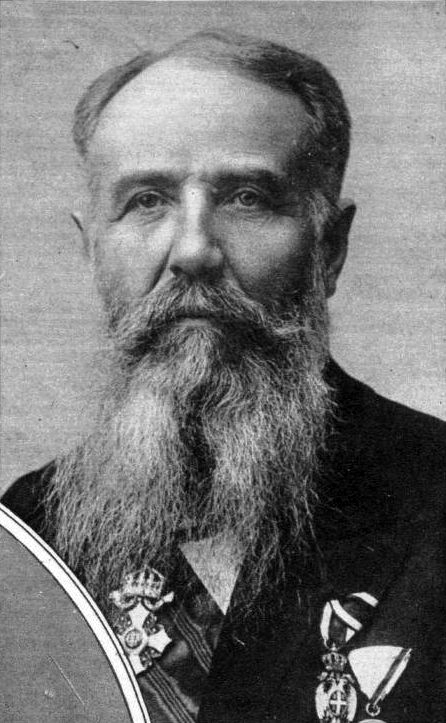
Nikola Pašić szerb kormányfő

Trumbić követeléseinek elutasítása mellett Pašićnak bosszúságot okozott az antant válasza is Ausztria-Magyarország lehetséges fennmaradásával kapcsolatban. Az Egyesült Királyság, Franciaország és az Amerikai Egyesült Államok 1918 elejéig különbékét akart Ausztria-Magyarországgal, elszakítva azt a szövetséges Németországtól. Ezt az álláspontot nem befolyásolták a niši vagy a korfui nyilatkozatok. 1918 januárjában az Egyesült Királyság miniszterelnöke, David Lloyd George megerősítette, hogy támogatja Ausztria-Magyarország fennmaradását. Woodrow Wilson, az Egyesült Államok elnöke a tizennégy pontos beszédében Ausztria-Magyarország népeinek autonómiáját szorgalmazta. Áprilisban ez arra késztette Pašićot, hogy utasítsa Szerbia egyesült államokbeli nagykövetét annak kivizsgálására, hogy a háború előtti területének minimális kiegészítéseként Szerbia befogadhatja-e Bosznia-Hercegovinát.
Október 15-én Lloyd George és Pašić Londonban találkozott, hogy megvitassák az egységes délszláv állam létrehozását Szerbiával vagy anélkül – utóbbi esetben potenciálisan a megreformált Ausztria-Magyarországon belül. Pašić ragaszkodott ahhoz, hogy minden Szerbia nélkül létrejött délszláv állam értelmetlenné teszi a szerbek veszteségeit, mire Lloyd George azt válaszolta, hogy a háború végén minden a körülményektől függ: rámutatott, hogy ha a szerb hadsereg a fegyverszünet megkötése előtt elfoglalja az általa megszerezni kívánt területeket, Szerbia annektálni tudja azt. Ellenkező esetben tárgyalások folynának az érintett lakosság kívánságainak figyelembevételéről. Október 12–17-én Pašić több interjút adott a brit sajtónak. Az interjúban az imperializmussal vádolt Pašić a vádakra azt válaszolta, hogy Szerbia felszabadítja a horvátokat és a szlovéneket, akik lehetőséget kapnak arra, hogy csatlakozzanak Szerbiához, vagy saját államokat alapítsanak. Nem említette azonban annak lehetőségét, hogy egyenrangú felek délszláv politikai uniója jöhessen létre.
Wickham Steed és Arthur Evans brit történészek támogatásával Trumbić sikertelenül kérte Wilsont, hogy telepítsen amerikai csapatokat Horvát-Szlavónországba a zöld káderekkel kapcsolatos zavargások elfojtására és a bolsevizmus megfékezésére. Trumbić kifejezetten kérte, hogy ne engedjenek be olasz vagy szerb csapatokat a területre. Pašić és Trumbić viszonya politikai, sőt személyes ellenségeskedésig fajult. 1918 végére Trumbić úgy gondolta, hogy Pašićot, mint oligarchát el kell távolítani a hatalomból.

### A Nemzeti Tanács megalakulása
Október 5–6-án az ausztria-magyarországi horvát, szerb és szlovén politikai pártok képviselői a függetlenség elérésére céljából megszervezték a Szlovének, Horvátok és Szerbek Nemzeti Tanácsát. Október 18-án a testület az újonnan kikiáltott Szlovének, Horvátok és Szerbek Államának központi szervévé nyilvánította magát, amely magában foglalta a szlovén földeket, Horvát-Szlavónországot, Dalmáciát és Bosznia-Hercegovinát. A Nemzeti Tanács Korošecet választotta elnökének. A tanácsnak két alelnöke lett. Az egyik Svetozar Pribićević, a kormányzó HSK társalapítója és Supilo 1917-es halála óta a koalíció egyetlen vezetője, a másik alelnök Ante Pavelić, a Jogok Pártja Mile Starčević vezette frakciójának vezetője volt.

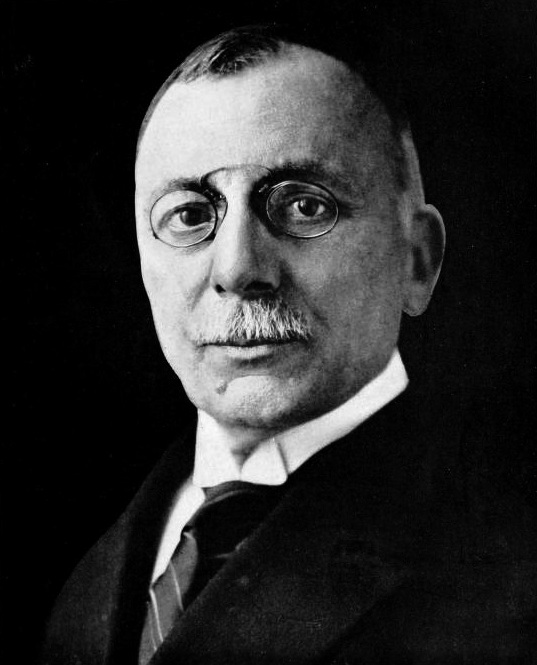
Ante Trumbić a Jugoszláv Bizottság elnöke

Október 26-án a Nemzeti Tanács úgy határozott, hogy felhatalmazza a Jugoszláv Bizottságot, hogy a tanács nevében felszólaljon. Ugyanezen a napon Korošec Bécsben találkozott Heinrich Lammasch osztrák miniszterrel, és Gregor Žerjav jugoszláv klubtitkárral együtt Svájcba utazott, ahol október 29-én Melko Čingrija, egy másik volt jugoszláv klubtag[29] találkozott velük. Korošec a Nemzeti Tanácstól azt a feladatot kapta, hogy „felderítse a nemzetközi helyzetet, és kapcsolatot létesítsen a Jugoszláv Bizottsággal”. A horvát Szábor még aznap kimondta az Ausztria-Magyarországgal fennálló kapcsolatok végét, és megválasztotta Korošecet a szlovének, horvátok és szerbek államának elnökévé. Pavelićet és Pribićevićet alelnöknek választották meg.
Korošec érkezéséről értesülve Pašić és Trumbić is megkeresték őt. Trumbić október 31-én írt Korošecnek, amelyben felvázolta Pašićtyal folytatott tárgyalásait, és kérte, hogy ismerjék el a Jugoszláv Bizottságot az újonnan kikiáltott államban élő népek érdekeit képviselő testületként. Pašić úgy látta, hogy Korošec egy lehetséges alternatíva Trumbić számára, hogy legitim képviselő legyen. Milorad Drašković és Marko Trifković szerb ellenzéki képviselőkkel Svájcba készült, hogy találkozzon Korošeccel. November 1-jén Korošec meghívta Trumbićot és Pašićot, hogy külön tárgyalásokat folytassanak Genfben. Korošec nem utazhatott Párizsba, mert csak a semleges Svájcba kapott vízumot.

## A novemberi konferencia

### A párizsi megbeszélések
Trumbić 1918. október 11-én írt Pašićnak, amelyben azt javasolta, hogy két héten belül hívják össze Párizsban a korfui nyilatkozat tárgyalófeleit és a Montenegrói Egyesítési Bizottság képviselőit az egyesülés biztosítása, elősegítése és felgyorsítása érdekében. Noha Pašić október 25-én visszahívta Trumbićot, hogy látogassa meg Párizsban, Pašić figyelmen kívül hagyta az október 11-iki javaslatot. November 1-jén Pašić a régensherceghez intézett jelentésében a szerb hadsereg zágrábi összekötő tisztjén, Dušan Simović alezredesen keresztül üzenetet továbítást kért Pribičevićnek. Pašić az üzenetben arra kérte Pribičevićet, hogy működjön együtt vele az olasz irredentizmus elleni védekezés érdekében lebonyolítandó sürgős egyesítésben. Válaszul Pribičević rendszeresen tájékoztatta Simovićot a politikai helyzetről.

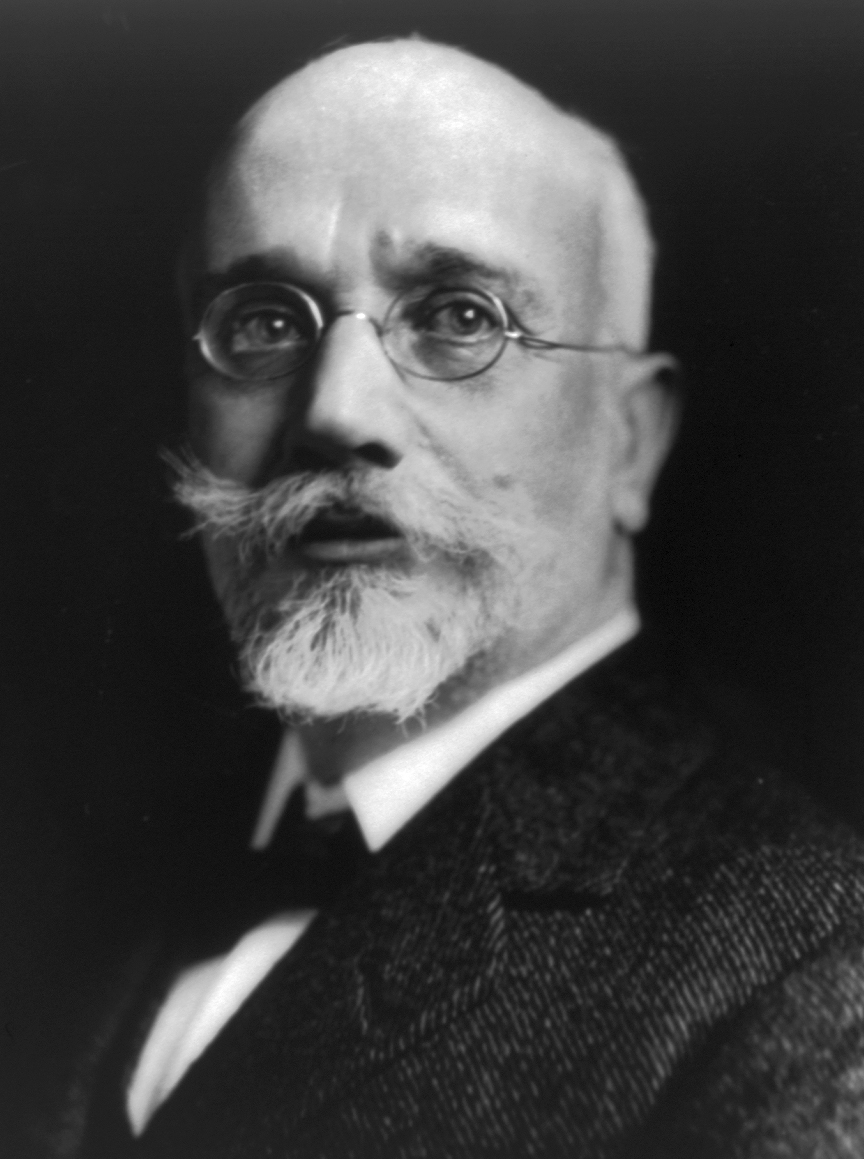
Elefthériosz Venizélosz görög miniszterelnök

Trumbić szerint Arthur Balfour brit külügyminiszter ezen a napon hajlandó volt szövetséges nemzetként elismerni Ausztria-Magyarország délszláv lakosságát, de Stephen Pichon francia külügyminiszter kérésére az elismerést megtagadták mindaddig, amíg a britek és a franciák meg nem egyeznek a ügyben. Október 29-én, egy nappal azután, hogy Ausztria-Magyarország fegyverszünetet kért, Versailles-ban ülésezett a Legfelsőbb Haditanács. A feltételek megvitatása közben Georges Clemenceau francia miniszterelnök megígérte Vittorio Emanuele Orlando olasz miniszterelnöknek, hogy a fegyverszüneti feltételek végrehajtása előtt egyetlen balkáni szláv államot sem ismernek el. Az antant szövetségesei nem voltak hajlandók elismerni a szlovének, horvátok és szerbek államát, illetve azt a szerb igényt, hogy Szerbia a délszlávok központi egyesítő ereje, hasonlóan Piemontnak az olasz egyesülésben játszott szerepéhez. A Legfelsőbb Haditanács úgy döntött, hogy nem ismeri el a Jugoszláv Bizottság semmilyen formális szerepét, amely irreálisnak ítélte a délszláv egyesítést, amíg a felek nem bizonyítják, hogy képesek megegyezésre jutni. Szerbia hozzátette, hogy ellenzi a Jugoszláv Bizottság hivatalos szerepének elismerését. Az Ausztria-Magyarország háborúját lezáró villa giusti fegyverszünetet november 3-án írták alá. Ekkorra a szerb hadsereg és a keleti szövetséges hadsereg többi része elérte a háború előtti osztrák-magyar határt, a Száva és a Duna folyót Belgrádnál.

November 3-án Lloyd George és Balfour tájékoztatta a szerb kormányt és az ellenzéket, valamint Elefthériosz Venizélosz görög miniszterelnökön és a Csehszlovák Nemzeti Tanács titkárán, Edvard Benešen keresztül Trumbićot és Korošecet, hogy egyetlen délszláv egyesülési terv sem jöhet szóba, hacsak nem dolgoznak együtt ezért a célért. Venizelosz az antant nevében javasolta Szerbia londoni nagykövetének a Jugoszláv Bizottság elismerését, a jelenlegi ellenzék bevonásával koalíciós kormány felállítását Szerbiában, valamint egy ötfős közös hadikabinet felállítását, amely az elnöklő külügyminiszterből, a szerb kormány két miniszteréből és a Jugoszláv Bizottság két tagjából áll.

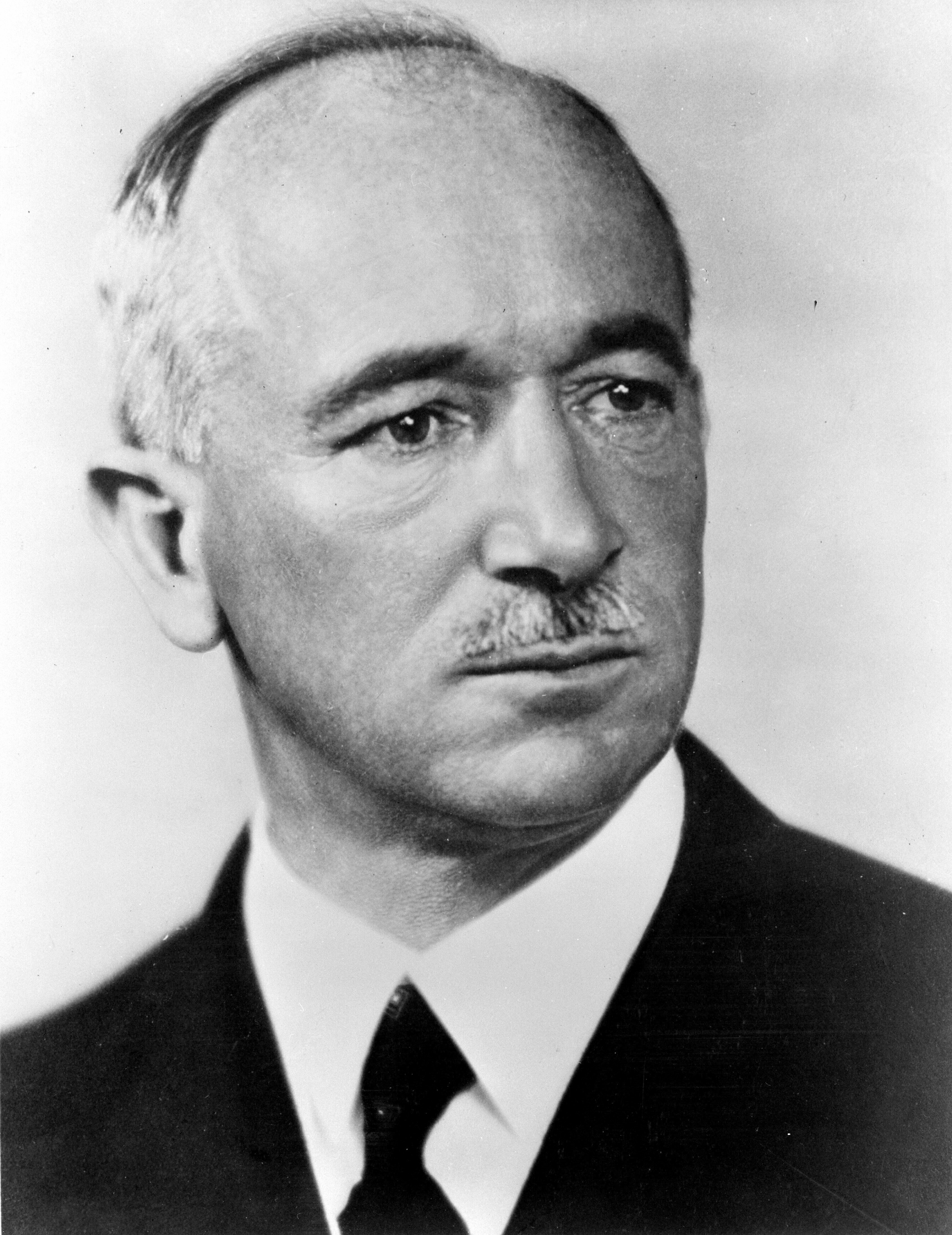
Edvard Beneš a Csehszlovák Nemzeti Tanács titkára

 Anélkül, hogy további részleteket közölt volna elmondta, hogy a hadikabinetet bízzák meg a külügyi és kapcsolódó ügyek intézésével. Beneš Genfben beszélt Čingrijával, és elmondta neki, hogy Lloyd George, Balfour és Clemenceau egységes délszláv álláspontot akar, hogy segítsen Orlandónak leküzdeni külügyminisztere, Sydney Sonnino ellenállását. Beneš azt tanácsolta Čingrijának, hogy ragaszkodjon a demokratikus elvekhez és kerülje a részleteket, és közölte vele, hogy Pašićot be fogják venni a háborús kabinetbe. Beneš azt javasolta, hogy hozzanak létre egy közös minisztériumot, amely nyolc Szerbiából és ugyanennyi más országból származó tagból állna. Ez a testület képviselné majd a leendő uniót a közelgő békekonferencián. Az üzenetek hitelességét megerősítette, hogy ugyanezt az álláspontot publikálták a félhivatalos Le Temps újságban november 3-án és 4-én.
Pašić, Drašković és Trumbić az antant nyomására november 4-én találkoztak Párizsban, hogy megállapodásra jussanak. Megvitatták a hadikabinet javasolt felállítását és szerepét, és megállapodást dolgoztak ki, amelynek értelmében a szerb kormány átalakul, a Jugoszláv Bizottság új tagokat vesz fel a Nemzeti Tanácsból, a Venizelos által előterjesztett javaslat értelmében közös testületet hoznak létre. Pašić azonban a megállapodást felrúgva az utolsó pillanatban nem volt hajlandó aláírni tervezetet.

### A genfi megbeszélések
Pašić, a szerb ellenzéki vezetők és Trumbić november 6-án Genfbe, a Hôtel Nationalba mentek, ahol találkoztak a Nemzeti Tanács küldöttségével. Az antant hatalmak azt akarták, hogy annak bizonyítására, hogy a délszláv unió egyáltalán lehetséges, egyezségre jussanak. Trumbić és Korošec gyorsan megegyezett egymással – közös tárgyalóblokkot alkottak. Pašić egyedül képviselte a szerb kormányt. Drašković és Trifković szerb ellenzéki vezetők mellé Vojislav Marinković csatlakozott. A Nemzeti Tanácsot Korošec mellett Čingrija és Žerjav képviselte. Trumbićhoz csatlakozott a Jugoszláv Bizottság tagja Jovan Banjanin, Gustav Gregorin, Nikola Stojanović és Dušan Vasiljević. Bár Korošec államfőnek vallotta magát, amikor megkérdezte Pašićot, hogy beleegyezik-e Trumbić részvételébe a tárgyalásokon, felismerte, hogy szüksége van Trumbićra, mint olyan személyre, aki sokkal jobb kapcsolatokat ápol az antant hatalmasságaival és a szerb ellenzékkel. A kormányválság közepette a szerb ellenzék ellenséges álláspontból tárgyalt Pašićtyal szemben, aki a háborús kabinet összetételét és felelősségét illetően a brit kormánynak a Le Temps által közzétett javaslatai nyomán elszigetelten állt nézeteivel.
A háborús kabinet gondolata minden érintett számára elfogadható volt, de hatásköréről és státuszáról megoszlottak a vélemények. Pašić ad hoc testületnek tekintette anélkül, hogy meghatározta volna, kit képvisel a testület – a leendő unió egészét-e vagy külön-külön Szerbiát, illetve a szlovének, horvátok és szerbek államát. Korošec és Trumbić az utóbbi megoldást szorgalmazta, azzal érvelve, hogy minden államnak egyedül kell delegálnia tagokat. Korošec a szlovének, horvátok és szerbek államának elismerésére vonatkozó célkitűzésének megvalósítását a javasolt háborús kabinet eszközének tekintette. Ezzel szemben Pašić nem sietett a megegyezésre, mert Szerbia volt az egyetlen nemzetközileg elismert állam, amely részt vett az egyesülési folyamatban, és erről az előnyről nem akart lemondani. Pašić a genfi tárgyalások első napján azt javasolta, hogy bizonyos végrehajtói feladatokat ruházzanak egy vegyes bizottságra, amely a háború végéig a külpolitikát és a védelmi politikát irányítja. Tervei szerint négy tagot Szerbia, hármat pedig a Nemzeti Tanács delegált volna.
November 7-én Drašković javasolta a Venizelosz-terv módosítását, amely egy öttagú háborús kabinetet és egy 17 fős kormányt foglalt magában, megtartva a regnáló szerb kormány pozícióit. A kormányt egyrészt a szerb parlament, másrészt a Jugoszláv Bizottság és a Nemzeti Tanács nevezte volna ki. Az új kormány a szerb kormányt és a végrehajtó szerepében pedig a Nemzeti Tanácsot váltotta volna fel, úgy hogy ez utóbbit csupán törvényhozó testületté alakította volna át. A Pašić által javasolt modelltől eltérően ez egy közös kormánnyal rendelkező unió létrehozását jelentette volna. Míg Trumbić tartózkodó volt a javaslattal szemben, attól tartva, hogy az lehetővé teszi az unió túlzott központosítását, Pašić mereven elutasította azt. Később, még aznap Trumbić javasolta egy közös ügyekért közös kormány felállítását, mely együttműködne Szerbia kormánnyal és a Nemzeti Tanáccsal. Szerbia kormánya és a Nemzeti Tanács továbbra is a helyén maradna, az egyes minisztériumok pedig Szerbia, illetve a szlovének, horvátok és szerbek állama hatáskörébe tartoztak volna. A közös minisztérium hatáskörébe tartozott volna a külügy, a katonaság, a kommunikáció és a közlekedés, a közös pénzügyek, a haditengerészet, valamint a hadifoglyok és a fogyatékkal élők ellátása. A Szerbia által kinevezett miniszterek a szerb királyra, a Nemzeti Tanács által kinevezettek pedig a tanácsra tettek volna esküt.

### Elfogadás és aláírás

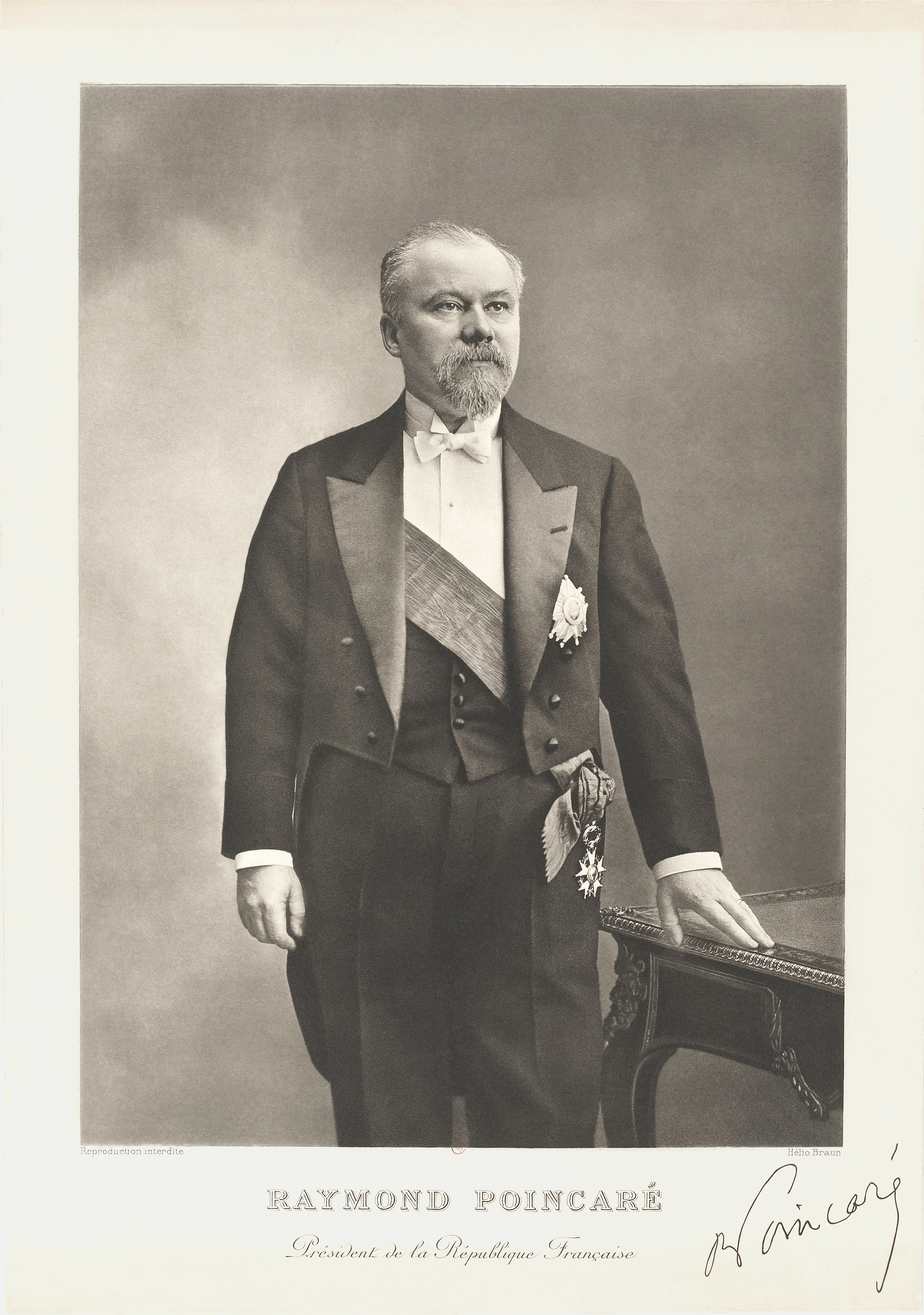
Raymond Poincaré a Francia Köztársaság elnöke

A Jugoszláv Bizottság képviselőinek ragaszkodása, valamint Drašković és Trifković fenyegetései ellenére, hogy a szerb ellenzék csatlakozik a Jugoszláv Bizottsághoz, és tevékenységét a szerb kormány ellen fejti ki, úgy tűnt, hogy Pašić nem köt kompromisszumot. Ez megváltozott november 7-én, amikor Szerbia párizsi nagykövetségéről kódolt üzenet érkezett, amely szerint Raymond Poincaré francia elnök azt szeretné, hogy Pašić állapodjon meg a Nemzeti Tanács képviselőivel. Miután megkapta Poincaré beavatkozásának hírét, Pašić elfogadta Trumbić tervét, továbbá Korošec javaslatára elfogadta azt a kérést is, hogy Szerbia ismerje el a Nemzeti Tanácsot a korábban Ausztria-Magyarország fennhatósága alá tartozó területen élő szlovének, horvátok és szerbek állama törvényes kormányaként, és kérje szövetségeseit is a Nemzeti Tanács elismerésére. Emellett szövetségesként ismerje el az egykori Ausztria-Magyarország területén élő szlovéneket, horvátokat és szerbeket, valamint katonaként a Szerb, Horvát és Szlovén Önkéntes Hadtestet. Ezzel a Pašić–Trumbić vita középpontjában álló kérdések megoldódtak, és a leendő unió vonatkozásában az Ausztria-Magyarország által alkalmazott kettős monarchia rendszeréhez képest a konföderációs megoldás győzött. Trumbić és a Korošec által támogatott szerb ellenzék ragaszkodására Pašić lemondott a közös kormányban való részvételéről. Az elfogadott megoldás a Korfui Nyilatkozatot kívánta felülírni.
A konferencián Montenegrót felkérték, hogy csatlakozzon az új unióhoz. A konferencia résztvevői üdvözölték Montenegró csatlakozásának lehetőségét a közös államhoz, de féltek az akkoriban Montenegróba költöző szerb önkéntesek által elkövetett erőszaktól. A konferencia felhatalmazta Korošecet, Čingrijat és Žerjavot, hogy beszéljenek Milo Vujović montenegrói miniszterrel. A négy tárgyalófél november 8-án találkozott, ahol Vujović azt mondta, hogy körülbelül két héten belül meg lehet tárgyalni Montenegró csatlakozását az unióhoz. Ekkor, hogy elkerülje a megállapodás aláírását, Pašić hirtelen bejelentette, hogy elhagyja Genfet. Erre válaszul a konferencia megmaradt résztvevői gyorsan egy olyan nyilatkozatot készítettek, amely tartalmazta a Pašić által aláírt megállapodást. A dokumentum tizenkettőben határozta meg a közös minisztériumok számát és azt is meghatározta, hogy a megállapodás ideiglenes lesz mindaddig, amíg az alkotmányozó nemzetgyűlés új alkotmány útján meg nem határozza az új unió kormányzati rendszerét. A záródokumentumban előirányzott minisztériumok egyikét megbízták az alakuló gyűlés előkészítésével. Tizenkét miniszterből hatot neveztek ki – hármat Szerbia, hármat pedig a Nemzeti Tanács. Az előbbi csoportot Ljubomir Davidović, Mihailo Gavrilović és Dragoljub Pavlović alkotta. A Nemzeti Tanács miniszterei a szlovén Janko Brejc, valamint Čingrija és Vasiljević voltak. A fennmaradó minisztereket később nevezték ki. A nyilatkozatot november 9-én a konferencia mind a tizenkét résztvevője aláírta. A nyilatkozat aláírásakor Pašić azt mondta, hogy fenntartásai és kétségei vannak ezzel kapcsolatban.

## Következmények

### A megállapodás megtagadása
Pašić november 7-én a tárgyalások menetéről és eredményeiről táviratban értesítette Sándor régensherceget és Stojan Protić pénzügyminisztert. A táviratban Pašić arra kérte a herceget, hogy ismerje el a Nemzeti Tanácsot az általa elfogadottnak. Protić november 10-én beszámolt arról, hogy Pašić a kormány nevében elfogadta Trumbić javaslatát hozzátéve, hogy a régensherceg minden bizonnyal jóváhagyja. November 11-én Protić újabb táviratot kapott Pašićtól. Nem sokkal ezután Protić visszavonta a genfi nyilatkozat jóváhagyását.

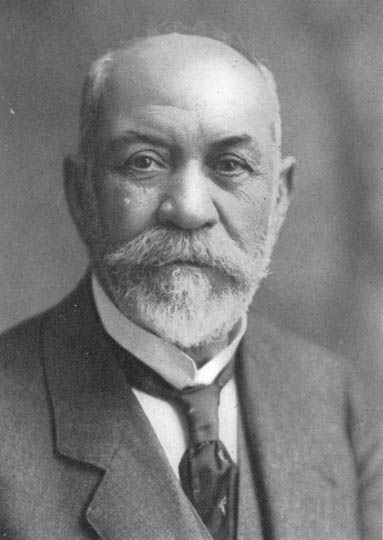
Stojan Protić szerb pénzügyminiszter

A második táviratban Pašić kevés kiegészítő információt közölt az eredeti üzenettel kapcsolatban, de kifogásolta, hogy a konferencia többi résztvevője nem tanúsított kellő bizalmat iránta, és tévesen állította, hogy a közös miniszterek esküt tesznek mind a királynak, mind a Nemzeti Tanácsnak. Pašić azzal zárta üzenetét, hogy a régens herceghez fordul, hogy éljen jogkörével és keressen más tanácsadókat és minisztereket. Protić ezt a kormány lemondására vonatkozó mögöttes utasításként értelmezte – amit november 12-én meg is tett. Sabrina P. Ramet történész szerint Pašićot a régensherceg kényszerítette lemondásra, míg egy másik történész, Ivo Banac a nyilatkozat elfogadását és az azt követő lemondást Pašić taktikájaként értékelte, amely arra irányult, hogy a Nemzeti Tanácsot és a Jugoszláv Bizottságot –  miközben Pribičevićre támaszkodott Korošec tekintélyének aláásására – a gyors egyesítés elfogadására kötelezze. Pašićnak adott válaszában Protić azt írta, hogy nem helyénvaló, hogy a miniszterek a királyon kívül bárki másra esküdjenek fel, és hogy a második üzenet a közös kormány szerepét másként értelmezi, mint az eredeti üzenet, és csak a második üzenet tette világossá ezt számára – jóllehet a második távirat nagyon kevés releváns új információt tartalmazott. Üzenetében Protić azt írta, hogy nem elfogadhatóak a további tárgyalások Trumbićcsal és Korošeccel, és tájékoztatta Pašićot, hogy a szlovének, horvátok és szerbek sem értenek egyet Trumbićcsal, utalva arra, hogy Pribičevićnek és HSK-jának van a legnagyobb befolyása a Nemzeti Tanácsban. November 25-én Pribičević távirati úton tájékoztatta Pašićot, hogy nem érzi magát kötve a genfi nyilatkozathoz.
November 14-én Pašić tájékoztatta Trumbićot és Korošecet, hogy az általuk Genfben kialkudott megoldást a szerb kormány és a régensherceg elutasította, mert a háborús kabinet nem tesz esküt a szerb királyra, és így nem felel meg neki. Pašić ezzel szemben az egész országra egyetlen kormányt, vagy a szerb kormány mellett működő bizottságot ajánlott fel nekik. Korošec és Trumbić tiltakozott, de képtelenek voltak megmenteni a genfi nyilatkozatot. A szerb ellenzék elhagyta Trumbićot, és november 16-án koalíciós kormány létrehozásáról tárgyalt Pašićcsal.

### Az egyesítés
A Nemzeti Tanács több oldalról is nyomás alá került. A parasztlázadáshoz, a lázadó egykori osztrák-magyar csapatokhoz, és a bolsevizmus népszerűsítésével gyanúsított zöld káderek erőszakos cselekményeihez kapcsolódó fosztogatás fokozódott. Bosznia-Hercegovinában etnikumon belüli erőszak volt, és a Nemzeti Tanács felkérte a szerb hadsereget, hogy segítsen elfojtani az erőszakot. Az olasz hadsereg nyugat felől nyomult előre, elfoglalta Fiumét és közeledett Ljubljanához. Mivel nem voltak jogi eszközei az olasz előrenyomulás megállítására, amelyet a Legfelsőbb Haditanács engedélyezett, illetve a megállításához elegendő erők, a Nemzeti Tanács attól tartott, hogy az olasz jelenlét az Adria keleti partjain állandósul. Az egyesített fenyegetés hatására a Nemzeti Tanács delegációt küldött a régensherceghez, hogy intézkedjen a föderációban történő sürgős egyesülésről. A delegáció azonban figyelmen kívül hagyta az utasításokat, amikor december 1-jén a régens herceghez fordult. A régensherceg I. Péter szerb király nevében elfogadta az egyesülési ajánlatot, és a Szerb-Horvát-Szlovén Királyság az unió feltételeiről szóló megállapodás nélkül jött létre.
Az új királyságnak több mint két évig – a Vidovdan-alkotmány 1921-es elfogadásáig, amely a királyságot központosított államként határozta meg – nem volt alkotmánya. Amikor a két világháború közötti időszakban az alkotmány felülvizsgálatáról vitatkoztak, átmeneti megoldásként a genfi nyilatkozat által javasolt modellt javasolták. 1932-ben, három évvel a január 6-iki diktatúra bevezetése után, Trumbić kidolgozta a zágrábi pontokat – a szerb hegemónia elleni politikai nyilatkozatot. A szövegben Trumbić az állam „kiindulási pontjához való visszatérésre” szólított fel. A későbbi jogi eljárások során a hatóságok a nyilatkozat aláíróit azzal vádolták, hogy a genfi nyilatkozat által előirányzott politikai rendszer bevezetését tervezik. Az egyik aláíró, a Horvát Parasztpárt vezetője, Vladimir Maček azzal védekezett a bíróság előtt, hogy nem helyesli a genfi nyilatkozat alapelveit, máshol viszont azt állította, hogy „a genfi paktum megfelelő lenne”.

## Fordítás
Ez a szócikk részben vagy egészben  a   Geneva Declaration (1918) című angol Wikipédia-szócikk ezen változatának fordításán alapul.  Az eredeti cikk szerkesztőit annak laptörténete sorolja fel. Ez a jelzés csupán a megfogalmazás eredetét és a szerzői jogokat jelzi, nem szolgál a cikkben szereplő információk forrásmegjelöléseként.